# Jaco Pastorius (album)
Jaco Pastorius è l'album di esordio (1976) dell'omonimo bassista.

## Il disco
L'album inizia con un celebre standard di Charlie Parker, Donna Lee, suonata con l'accompagnamento esclusivamente delle congas di Don Alias. Il pezzo è stato registrato in un'unica take in presa diretta e quindi al primo tentativo.
Il disco continua con Come On, Come Over, un soul cantato da Sam & Dave, in cui Pastorius mostra di aver assimilato lo stile dei bassisti Motown e cura anche l'arrangiamento dei fiati.
In Continuum e Portrait of Tracy Pastorius utilizza accordi, armonici e molti altri espedienti timbrici, ritmici e melodici.
In tutto il disco manifesta anche la sua vena di compositore, anche nell'ultima Forgotten Love, in cui il basso elettrico non è presente.

## Tracce
1. Donna Lee – 2:27 (musica: Charlie Parker)
2. Come On, Come Over (feat. Sam & Dave) – 3:54 (musica: Bob Herzog e Jaco Pastorius)
3. Continuum – 4:33 (musica: Jaco Pastorius)
4. Kuru/Speak Like a Child – 7:43 (musica: Herbie Hancock e Jaco Pastorius)
5. Portrait of Tracy – 2:22 (musica: Jaco Pastorius)
6. Opus Pocus – 5:30 (musica: Jaco Pastorius)
7. Okokole Y Trompa – 4:25 (musica: Don Alias e Jaco Pastorius)
8. (Used to Be A) Cha-Cha – 8:57 (musica: Jaco Pastorius)
9. Forgotten Love – 2:14 (musica: Jaco Pastorius)

Tracce aggiuntive della versione su CD del 2000
1. (Used to Be A) Cha-Cha (versione alternativa) – 8:49 (musica: Jaco Pastorius)
2. 6/4 Jam – 7:45 (musica: Jaco Pastorius)

## Musicisti
- Jaco Pastorius: basso elettrico (tracce 1, 2, 3, 4, 5, 6, 7, 8, 10 e 11)
- Don Alias: conga (1, 2, 4, 7, 8, 10 e 11), campane (3), bongo (4), percussioni (6), okonkoko iya (7) e afuche (7)
- Randy Brecker: tromba (2)
- Ron Tooley: tromba (2)
- Peter Graves: trombone basso (2)
- David Sanborn: sassofono contralto (2)
- Michael Brecker: sassofono tenore (2)
- Howard Johnson: sassofono baritono (2)
- Herbie Hancock: clavinet (2), Fender Rhodes (2, 3, 6 e 11) e pianoforte (4, 8, 9 e 10)
- Narada Michael Walden: batteria (2)
- Sam Moore: voce (2)
- Dave Pratter: voce (2)
- Alex Darqui: Fender Rhodes (3)
- Lenny White: batteria (3, 6, 8, 10 e 11)
- Bobby Economou: batteria (4)
- David Nadian: primo violino (4 e 9)
- Harry Lookofsky: violino (4 e 9)
- Paul Gershman: violino (4 e 9)

- Joe Malin: violino (4 e 9)
- Harry Cykman: violino (4 e 9)
- Harold Kohon: violino (4 e 9)
- Stewart Clarke: viola (4 e 9)
- Manny Vardi: viola (4 e 9)
- Julian Barber: viola (4 e 9)
- Charles McCracken: violoncello (4 e 9)
- Kermit Moore: violoncello (4 e 9)
- Beverly Lauridsen: violoncello (4 e 9)
- Michael Gibbs: direttore d'orchestra (4 e 9)
- Wayne Shorter: sassofono soprano (6)
- Othello Molineaux: steel drum (6)
- Leroy Williams: steel drum (6)
- Peter Gordon: corno francese (7)
- Hubert Laws: ottavino e flauto (8 e 10)
- Matthew Raimondi: violino (9)
- Max Pollikoff: violino (9)
- Arnold Black: violino (9)
- Al Brown: viola (9)
- Alan Shulman: viola (9)
- Richard Davis: contrabbasso (9)
- Homer Mensch: contrabbasso (9)